# Auguste Monton
Auguste Bruno Monton, né le 9 novembre 1875 aux Andelys et mort le 10 mars 1942 à Hacqueville près d'Étrépagny dans l'Eure, est un spéléologue français.

## Activités spéléologiques
Le 4 avril 1894, Auguste Monton topographie la grotte de la Roche Percée (Le Thuit, Eure). Le 14 mai 1906, il y guide Édouard-Alfred Martel qui consacre deux pages de son Nouveau traité des eaux souterraines à ces travaux. Il fait découvrir ces grottes aux scientifiques normands, et plus particulièrement à l'archéologue Léon Coutil qui y effectuera vainement des fouilles. 
Membre de la Société de spéléologie, Auguste Monton réalise plusieurs photographies sous terre ou dans les falaises, dont certaines en couleurs (Les Andelys, Étretat). Il visite les classiques aménagées (Padirac, Bramabiau, Dargilan, etc.) lorsque son métier d'agriculteur à Cléry, hameau des Andelys, lui en laisse le loisir.
Premier spéléologue normand, dans l'acception du terme, il ne lègue aucun écrit et une seule topographie à la postérité ; son nom n'apparaît que grâce aux témoignages de ses contemporains.